# Helge Nielsen
Pour les articles homonymes, voir Nielsen.
Hans Karl Helge Nielsen, né le 12 octobre 1918 à Copenhague (Danemark) et mort le 11 décembre 1991, est un homme politique danois, membre des Sociaux-démocrates, ancien ministre et ancien député au Parlement (le Folketing).

## Sources
- (da) Cet article est partiellement ou en totalité issu de l’article de Wikipédia en danois intitulé « Helge Nielsen » (voir la liste des auteurs).